# Paradise, Nevada
Paradise, Nevada là một cộng đồng dân cư thuộc quận lỵ quận Clark thuộc tiểu bang Nevada, Hoa Kỳ.
Khu vực này giáp với thành phố Las Vegas. Dân số là 223.167 người tại cuộc điều tra dân số năm 2010,  khiến nó trở thành một cộng đồng dân cư đông đúc nhất ở Nevada. Là một thị trấn không có tư cách pháp nhân, nó được điều hành bởi Ủy ban quận Clark với sự đóng góp của Ban Cố vấn Thị trấn Paradise. Paradise được hình thành vào ngày 8 tháng 12 năm 1950.
Paradise có có Sân bay Quốc tế McCarran; Đại học Nevada, Las Vegas; và hầu hết các Las Vegas Strip. Paradise có nhiều điểm tham quan du lịch nhất trong khu vực Las Vegas, ngoại trừ trung tâm thành phố. Mặc dù vậy, tên Thiên đường vẫn còn tương đối chưa được biết vì tất cả các mã ZIP phục vụ Paradise được gán tên mặc định là "Las Vegas".